# Priest Lake (Idaho)
Der Priest Lake ist ein Stausee im Idaho Panhandle im Nordwesten des US-Bundesstaats Idaho.
Der Priest Lake hat eine Fläche von 105 km², eine Längsausdehnung in Nord-Süd-Richtung von 31 km sowie eine maximale Breite von 5 km. Der See befindet sich in den Selkirk Mountains auf einer Höhe von 743 m. Er wird vom Priest River in südlicher Richtung durchflossen. Am Abfluss am südlichen Seeende reguliert seit dem 9. August 1950 ein Wehr den Wasserstand. In den Sommermonaten wird dieser von den Freizeitinteressen der Erholungssuchenden bestimmt. In den Wintermonaten dient der Stausee als Speicher für die abstrom gelegenen Wasserkraftwerke.

## Geschichte
Der See entstand vor etwa 10.000 Jahren während der Wisconsin-Kaltzeit. Das Gebiet um den Priest Lake wurde erstmals um 1800 von weißen Siedlern besiedelt.